# IJ (Amsterdam)
IJ (nizozemsko: [ɛi̯] (); na starih zemljevidih včasih prikazan kot Y ali Ye ) je vodno telo, prej zaliv, v nizozemski provinci Severna Holandija. Znan je kot amsterdamske obale.

## Etimologija
Ime IJ izhaja iz zahodnofrizijske besede ie, alternativno črkovane ije, kar pomeni voda in je sorodno angleški besedi ea. Ime je sestavljeno iz digrafa ij, ki je napisan z veliko začetnico IJ.

## Geografija
Danes je IJ razdeljen na dva dela:
- Zahodno od Zapornic Oranje (Oranje Locks) je Binnen-IJ (notranji IJ) ali Afgesloten-IJ (zaprti IJ) neposredno povezan s Severnomorskim kanalom, kjer je mogoče doseči pristanišče IJmuiden in Severno morje.
- Vzhodno od Zapornic Oranje je Buiten-IJ (zunanji IJ) podaljšek IJmeerja, ki je sam podaljšek Markermeerja. .

IJ je povezan s Severnim morjem na zahodu in IJmeerjem na vzhodu z nizom zapornic.

## Zgodovina
O izvoru IJ obstaja več teorij. Morda se je začelo kot potok po preboju sipin Castricuma . Bolj verjetno je, da je IJ ostanek severnega rokava delte Rena. Končno bi lahko IJ prihajal tudi iz jezera Almere ali Flevo. V rimskem obdobju se je IJ na eni strani povezoval z jezerom Flevo in Vechtom (Utrecht), na drugi pa s Severnim morjem. Povezava s Severnim morjem je pozneje izginila, medtem ko se je IJ v srednjem veku razširil. To je posledica nastanka Zuiderzeeja, samega zaliva Severnega morja, ki je posledica številnih neviht.
Ob koncu srednjega veka je bil IJ dolg in ozek brakični zaliv, ki se je povezoval z Zuiderzeejem in se raztezal od Amsterdama na vzhodu do Velsena na zahodu. Na njegovem zahodnem koncu je samo naravni greben sipin čez nizozemsko obalo Severnega morja preprečil, da bi se IJ, ki se je skozi stoletja vedno večal, neposredno povezal s Severnim morjem in tako polotok Severna Holandija naredil skoraj otok. Do sedemnajstega stoletja pa je postal dostop do IJ otežen zaradi peščenih palic čez njeno ustje in ladij, ki so postajale vse večje, in je bilo skoraj nemogoče za pomorska plovila doseči mesto Amsterdam. Istočasno je zaliv zajel okoliške kmetijske površine, se skoraj povezal s Haarlemmermeerjem (Haarlemskim jezerom) in resno ogrozil mesti Haarlem in Amsterdam.
Predstavljeni so bili načrti za ponovno pridobitev Haarlemmermeerja in IJ ter njuno spreminjanje v polderje. Prvi je bil Haarlemmermeer, ki je leta 1852 presušil, največji del IJ pa je sledil med letoma 1865 in 1876, pri Amsterdamu pa je ostalo le majhno jezero, ki je bilo zaprto od Zuiderzeeja z zapornicami Oranje. Istočasno je bil v nekdanjem bazenu IJ zgrajen Severnomorski kanal, da bi Amsterdamu znova zagotovil dostop do morja in oživil njegovo šibko pristanišče. Prerezal je ožino in se povezal s Severnim morjem blizu mesta Velsen; na njegovem zahodnem koncu je bilo zgrajeno novo pristanišče, IJmuiden ("IJ-jeva usta"). Vzhodni del polderjev IJ blizu Amsterdama je bil namenjen industriji in zgrajeno je bilo veliko novo pristaniško območje.
Buiten-IJ je gostil tekmovanja v mešanem jadranju s čolni za poletne olimpijske igre leta 1928 v sosednjem Amsterdamu.   Gostil je tudi dve prireditvi za poletne olimpijske igre leta 1920 v Antwerpnu.
Navtični dogodek SAIL Amsterdam poteka na IJ-ju in okoli njega.